# 8 Noyabr
8 Noyabr – stacja linii 3 bakijskiego metra. Położona jest za stacją Memar Əcəmi-2, w rejonie Nəsimi.

## Historia
Przygotowania do budowy stacji В3 i В4 rozpoczęto jeszcze w 2012 r., kiedy to zamknięto dla ruchu ulice Dżejchuna Selimowa i Dżalila Mamedguluzade. W ciągu następnych czterech lat wydrążono tunele od stacji Memar Əcəmi-2. Po otwarciu dwóch pierwszych stacji linii 3 dyrekcja metra ogłosiła, że trzecia stacja zostanie oddana do użytku w 2018 r.
Z powodu opóźnień w budowie stacji otwarcie przeniesiono z 2018 r. na 2019 r. Według zastępcy dyrektora bakijskiego metra przyczyną opóźnień są problemy geologiczne. Termin otwarcia przesunięto na 2020 r., jednak tym razem także nie udało się zakończyć prac na czas. Ostatecznie stacja ma zostać otwarta w drugiej połowie 2021 r. 8 grudnia 2020 r., dekretem prezydenta Azerbejdżanu İlhama Əliyeva, stacja B3 otrzymała nazwę 8 Noyabr, która upamiętnia zwycięstwo w konflikcie w Górskim Karabachu.
Stacja została otwarta 29 maja 2021.